# Dark Avenger
Dark Avenger (in italiano Vendicatore nero) è lo pseudonimo usato da un creatore di virus informatici di Sofia (Bulgaria) che ha goduto di notevole popolarità agli inizi degli anni novanta, quando i suoi virus si sono diffusi enormemente non solo nel suo Paese ma in tutta Europa e negli Stati Uniti d'America. Il nome "Dark Avenger" deriva dall'omonima canzone presente nell'album Battle Hymns del gruppo heavy metal Manowar.

## Origini
Tra la fine degli anni ottanta ed i primi anni novanta in Bulgaria i personal computer erano relativamente rari ed acquistati solo dalle persone benestanti. Nonostante ciò in Bulgaria c'era una fiorente industria di produzione di computer, principalmente compatibili IBM e cloni degli Apple II destinati agli istituti scolastici, dove l'informatica era una materia molto comune.
Nel 1988 la rivista di informatica "Компютър за Вас" (Computer per te) pubblicò sul numero di aprile un articolo che descriveva i virus per computer ed i metodi per scriverli. Alcuni mesi dopo la pubblicazione di quell'articolo in Bulgaria furono trovati diversi virus, tra cui il "Vienna", il "Ping Pong" ed il "Cascade". L'interesse suscitato da quell'articolo ed i virus in circolazione stimolarono alcuni giovani programmatori nel tentare di realizzare i propri virus. Ben presto comparvero numerosi virus di origini bulgare, a cominciare dallo "Old Yankee" e dal "Vacsina". 
Dark Avenger fece la sua prima apparizione nella primavera del 1989.

## I virus
Il primo virus scritto da Dark Avenger apparve agli inizi del 1989: conteneva il messaggio "This program was written in the city of Sofia (C) 1988-89 Dark Avenger": per tale motivo esso fu generalmente identificato come "Dark Avenger", eponimo del suo autore.
Il Dark Avenger era un software maligno altamente virulento: la sola apertura o copiatura di un file infettato dal virus era sufficiente per scatenare l'infezione. Inoltre il virus era anche pericoloso perché distruggeva i dati sovrascrivendo un settore a caso del disco ogni 16 infezioni dei file, riempiendo lo spazio con il testo "Eddie lives... somewhere in time!" contenuto nel codice del virus, un riferimento alla mascotte Eddie the Head ed all'album Somewhere in Time del gruppo heavy metal Iron Maiden.
A causa della sua natura altamente virulenta il codice si diffuse rapidamente in tutto il mondo, contagiando l'Europa, l'Unione Sovietica, gli Stati Uniti e l'Asia Orientale.
A Dark Avenger si attribuiscono altri virus venuti dopo: "V2000" (2 varianti), "V2100" (2 varianti), "651", "Diamond" (2 varianti), "Nomenklatura", "512" (6 varianti), "800", "1226", "Proud", "Evil", "Phoenix", "Anthrax", "Leech". Tutti questi virus sono stati diffusi principalmente attraverso l'uso delle allora molto usate BBS. La reale paternità di questi virus è però incerta dato che Dark Avenger distribuì il codice sorgente del suo primo virus per cui gli altri software malevoli potrebbero essere anche opera di persone che usavano il suo pseudonimo.
In alcune varianti del Dark Avenger si leggono le seguenti porzioni di testo:
- Copy me - I want to travel
- Only the Good die young...1
- Copyright (C) 1989 by Vesselin Bontchev2

1: questo è il titolo di una canzone contenuta nell'album Seventh Son of a Seventh Son degli Iron Maiden
2: Vesselin Bontchev è il nome di uno studioso bulgaro di virologia informatica ed autore di software antivirus
Dark Avenger portò numerosi attacchi diffamatori alla persona di Vesselin Bontchev, un ricercatore bulgaro di anti-virus, come nel caso dei virus "V2000" e "V2100", che indicano come creatore proprio Bontchev. Questo "conflitto" fra i due ha portato molti a credere che Bontchev e Dark Avenger stessero intenzionalmente l'uno "promuovendo" l'altro, o che addirittura potessero essere la stessa persona.

## Dark Avenger Mutation Engine
La più importante caratteristica tecnica di alcuni dei software maligni di Dark Avenger era quella di essere virus polimorfi, ossia virus capaci di modificare alcune porzioni del proprio codice per ingannare i programmi antivirus. Dark Avenger non aveva inventato tale tecnica: essa era stata teorizzata da Fred Cohen e poi era stata utilizzata per la prima volta da Mark Washburn per il suo virus "1260" del 1990. Un virus polimorfo è un codice maligno che viene inserito nel file infettato in forma cifrata utilizzando ogni volta una chiave crittografica differente. La decifratura viene eseguita da una piccola porzione di codice posta all'inizio del virus. 
Dark Avenger ebbe però l'idea di utilizzare un "motore software" denominato Mutation Engine, o MtE, che poteva essere collegato ad un qualsiasi virus con codice in chiaro per ottenere dei decifratori polimorfici di lunghezza differente. Dark Avenger decise anche di distribuire tale motore facilitando così la creazione anche da parte di terzi di una serie di nuovi e pericolosi virus difficili da riconoscere.

## Complicazioni legali
Per le sue azioni Dark Avenger non fu mai considerato un criminale in Bulgaria perché, all'epoca dei fatti, non c'era nessuna legge in quel Paese che tutelasse l'informazione digitale.

## Identità di Dark Avenger
L'identità della persona dietro allo pseudonimo "Dark Avenger" non è mai stata accertata. Molte delle informazioni sono state fornite dallo stesso Dark Avenger tramite i messaggi che inseriva nei suoi virus. Altre informazioni sono state dedotte dallo scambio di messaggi che la giornalista Sarah Gordon ebbe all'epoca con lo stesso Dark Avenger. Anche alcuni contemporanei di Dark Avenger, principalmente lo stesso Vesselin Bontchev, hanno cercato di far luce sulla sua vera identità.
Principalmente le persone più indiziate sono due: una è lo stesso Vesselin Bontchev, che avrebbe potuto avere tutto l'interesse a vestire i panni di "Dark Avenger" per fare pubblicità a sé stesso; l'altra è Todor Todorov, uno studente della scuola di scienze e matematica "Lyubomir Chakalov" di Sofia. Todorov era molto affascinato dai virus: li scriveva e li ospitava su una BBS che gestiva lui per distribuirli. Anton Ivanov, un compagno di scuola ed amico di Todorov, ha accennato ambiguamente al fatto che egli potesse essere Dark Avenger.
Una cosa è certa. Dark Avenger era un fan della musica heavy metal. I testi inseriti nei suoi virus indicano una predilezione per il gruppo musicale Iron Maiden. Anche il suo nome, come affermò lui stesso a Sarah Gordon, aveva radici nell'heavy metal, essendo il titolo di una canzone dei Manowar.

## Intervista con Sarah Gordon
Una delle vittime dei virus di Dark Avenger fu Sarah Gordon, una ricercatrice nel campo della sicurezza informatica. Gordon rimase affascinata dai virus di Dark Avenger e si unì ad una BBS dedita allo scambio di codici malevoli alla ricerca di maggiori informazioni, finendo per imbattersi per caso proprio in Dark Avenger. I due entrarono in contatto e si scambiarono diverse e-mail per alcuni anni. Gordon raggruppò alla fine queste e-mail in una specie di intervista.
Questa intervista è a tutt'oggi la più completa analisi della personalità di Dark Avenger e delle motivazioni che lo hanno portato alla creazione dei virus. Nell'intervista Dark Avenger si mostra dispiaciuto del fatto che i suoi virus abbiano distrutto così tanti dati, arrivando a ripudiare le sue azioni ed a considerarle sbagliate. Il modo in cui Dark Avenger si confida a Sarah Gordon fa pensare che egli si fosse in qualche modo affezionato alla donna. Ciò si evince anche dal fatto che nel codice dell'esempio di virus allegato al suo MtE si legge:
(Dark Avenger, Codice del Mutating Engine)